# Pyramid Song
〈Pyramid Song〉은 2001년 5월 16일 다섯 번째 음반 《Amnesiac》의 리드 싱글로 발매된 영국의 록 밴드 라디오헤드의 곡이다. 이 노래는 6개의 국가 차트에서 상위 10위에 올랐으며 《롤링 스톤》, 《NME》, 《피치포크》가 선정한 10년 중 최고의 곡 중 하나로 꼽혔다.

## 녹음
〈Pyramid Song〉은 1960년대 재즈 뮤지션인 찰스 밍거스에 의해 영감을 받았고 한때는 비슷한 핸드클랩을 포함했다. 현악 부분은 라디오헤드 기타리스트인 조니 그린우드가 주선했는데, 세인트존스 오케스트라가 연주하고 옥스포드셔 주에 있는 라디오헤드 스튜디오에서 약 5마일 떨어진 12세기 교회인 도체스터 애비에서 녹음했다. 이 가사는 라디오헤드가 코펜하겐에서 녹음하고 있는 동안 가수 톰 요크가 참석한 고대 이집트 언더월드 미술 전시와 스티븐 호킹과 불교가 논의한 순환 시간에 대한 아이디어에서 영감을 얻었다.

## 곡 목록
UK CD1
1. "Pyramid Song" – 4:51
2. "The Amazing Sounds of Orgy" – 3:38
3. "Trans-Atlantic Drawl" – 3:02

UK CD2
1. "Pyramid Song" – 4:51
2. "Fast-Track" – 3:17
3. "Kinetic" – 4:06

UK 12"
1. "Pyramid Song" – 4:51
2. "Fast-Track" – 3:17
3. "The Amazing Sounds of Orgy" – 3:38

Europe CD
1. "Pyramid Song" – 4:51
2. "The Amazing Sounds of Orgy" – 3:38
3. "Trans-Atlantic Drawl" – 3:02
4. "Kinetic" – 4:06

Japan CD
1. "Pyramid Song" – 4:51
2. "Fast-Track" – 3:19
3. "The Amazing Sounds of Orgy" – 3:38
4. "Trans-Atlantic Drawl" – 3:03
5. "Kinetic" – 4:05